# Príncipe de Vergara (metrostation)
Príncipe de Vergara is een metrostation in het stadsdeel Salamanca van de Spaanse hoofdstad Madrid. Het station werd geopend op 11 juni 1924 en wordt bediend door de lijnen 2 en 9 van de metro van Madrid.
In de nabijheid ligt de Calle del Principe de Vergara, genoemd naar Baldomero Espartero, prins van Vergara.